# 夏得利酒厂
夏得利酒厂（法語：Distillerie Jean Chatel）是一家法国蒸馏酒厂，位于留尼汪圣玛丽 (留尼汪)。由让·夏得利于1907年在圣但尼创立。主要生产风味朗姆酒、加香朗姆酒、利口酒、金朗姆酒、香料朗姆酒和潘趣酒。 
酒厂于2013年收购了留尼汪生产量第一、法国白朗姆酒市场占有率第三的品牌Rhum Charrette。